# Investigación en cuidados
La investigación en enfermería, como en otras ciencias, debe dar respuesta a la evolución de la sociedad y de la profesión y consagrar sus esfuerzos a mejorar los cuidados de salud de las personas, las familias y la comunidad. La búsqueda de cuidados de salud de calidad y eficientes ha situado en primera línea la práctica profesional basada en pruebas y la investigación en cuidados. Esta investigación es una búsqueda sistemática que trata de aportar nuevos conocimientos y abarca todos los aspectos de la salud que son de interés para la enfermería, entre ellos la promoción de la salud, la prevención de la enfermedad, el cuidado de las personas de todas las edades durante la enfermedad y la recuperación, o para que tengan una muerte pacífica y digna, tal y como indica el Consejo Internacional de Enfermería. Este organismo declara en su Guía para el desarrollo de la investigación en enfermería que los hallazgos de la investigación deben ser ampliamente difundidos y su utilización alentada cuando sean apropiados.
La investigación en cuidados permite descubrir, buscar y plantearse preguntas sobre los problemas a los que se enfrenta el enfermero en su práctica diaria, intentando responder y utilizando para ello un pensamiento crítico, reflexivo e innovador, en la búsqueda por optimizar la calidad de la atención que brinda al usuario y el desarrollo de su profesión, generando así nuevos conocimientos y aportando pruebas para la valoración y el reconocimiento de la profesión por la sociedad.

## La investigación en cuidados. Definición
Este término aporta una visión integradora de la investigación desde el enfoque de los cuidados, como un término que se refiere a toda la investigación relevante para la profesión de enfermería y de otras profesiones del ámbito de la salud que prestan cuidados a pacientes y a la población general.
La investigación en cuidados  puede ser llevada a cabo por científicos de diferentes disciplinas, generalmente es llevada a cabo por enfermeras, pero podría ser de interés para otros  profesionales con experiencia en cuidados.
La investigación en cuidados desarrolla y aprovecha la experiencia de investigadores con variedad de formación académica y clínica para desarrollar la base científica que mejore la prestación de cuidados. Las preguntas a las que responde la investigación en cuidados hacen referencia, entre otros temas, a la promoción y prevención de la salud, al cuidado de eventos o enfermedades de larga duración, a la eficacia de tratamientos no farmacológicos, a los cuidados a lo largo de todo el ciclo de la vida (materno-infantiles, adolescencia, envejecimiento, etc..), a los cuidados necesarios ante la aparición de eventos agudos, a los cuidados relacionados con la discapacidad o a su rehabilitación, a los cuidados paliativos, a la calidad de los servicios de salud, a la eficiencia y efectividad de los cuidados de salud

## La investigación en cuidados en España
El Ministerio de Sanidad y Consumo creó en el seno del Instituto de Salud Carlos III —su órgano de gestión de la investigación— la Unidad de coordinación y desarrollo de la Investigación en Enfermería (Investén-isciii), cuya misión consiste en desarrollar una estrategia a nivel nacional para fomentar y coordinar la investigación traslacional y multidisciplinar en cuidados, potenciando su integración en la práctica clínica diaria, con la finalidad de que los cuidados sean de la mejor calidad y estén basados en resultados válidos y fiables provenientes de la investigación rigurosa. Esa estrategia debe igualmente impulsar el crecimiento del capital humano altamente cualificado y fortalecer la base científica de la enfermería, favoreciendo para todo ello el vínculo entre los sectores universitario, clínico y empresarial.
Desde esta Unidad, gracias a la subvención del Ministerio de Sanidad y Consumo y con el apoyo del Plan de Calidad para el Sistema Nacional de Salud de España, se pone a la disposición de todos los usuarios conectados desde un terminal situado en territorio español los recursos del JBICOnNECT en español.
Desde julio de 2008, tanto esta Unidad como el Instituto de Salud Carlos III pertenecen al Ministerio de Ciencia e Innovación.
Si quieres conocer los proyectos de investigación en cuidados que se han presentado en los últimos Encuentros Internacionales de investigación en cuidados sigue este enlace.
Si quieres conocer el documento Triple Impacto. Cómo el desarrollo de la enfermería mejorará la salud, promoverá la igualdad de género y apoyará el crecimiento económico, sigue este enlace

## Investen-isciii, una historia contada desde dentro
El libro "Investén, 20 años. Una historia contada desde dentro", reconstruye los hitos en la trayectoria de esta Unidad que en 2016 ha celebrado su XX Aniversario y hoy es reconocida internacionalmente como referente español en la investigación en enfermería. Todo ello en una historia coral para la que EL LIBRO DE SU VIDA ha trabajado a lo largo de más de tres meses, realizando más de una docena de entrevistas a sus miembros y revisando la ingente documentación que Investén-isciii ha generado en este tiempo. Todo ello sin olvidar las anécdotas y la parte más humana de este singular y muy cualificado grupo de enfermeras enamoradas de su profesión.

## El futuro de la investigación en cuidados desde la perspectiva de seis enfermerashonoris causa
Si quieres conocer el futuro de la investigación en cuidados desde la perspectiva de seis  enfermeras nominadas Doctoras honoris causa por Universidades españolas: Jean Watson, Afaf Ibrahim Meleis, Rosa María Alberdi, Linda Aiken, Doris Grinspun y Denise Gastaldo puedes leer sus discursos de investidura aquí.